# Eriophora nephiloides
Eriophora nephiloides là một loài nhện trong họ Araneidae.
Loài này thuộc chi Eriophora. Eriophora nephiloides được Octavius Pickard-Cambridge miêu tả năm 1889.